# Vicente Molina Foix
Vicente Molina Foix (Elx, 1946) és un escriptor, dramaturg i crític de cinema. El reconeixement com escriptor li arribà amb la participació en l'antologia Nueve novísimos poetas españoles (Barcelona, 1970) però, posteriorment, la seva tasca creativa es va centrar en la novel·la.

## Obra

### Novel·les
- Museo provincial de los horrores (1970).
- Busto (1973).
- La comunión de los atletas (1979).
- Los padres viudos (1983).
- La quincena soviética (1988).
- La mujer sin cabeza (1997).
- El abrecartas (2006, Premio Nacional de Narrativa d'Espanya).

### Articles periodístics
- Vicente Molina Foix. Article al periòdic El País.
- Vicente Molina Foix, Premio Nacional de Narrativa por 'El abrecartas'. Article a El Diario Montañés.